# Crônica Iluminada

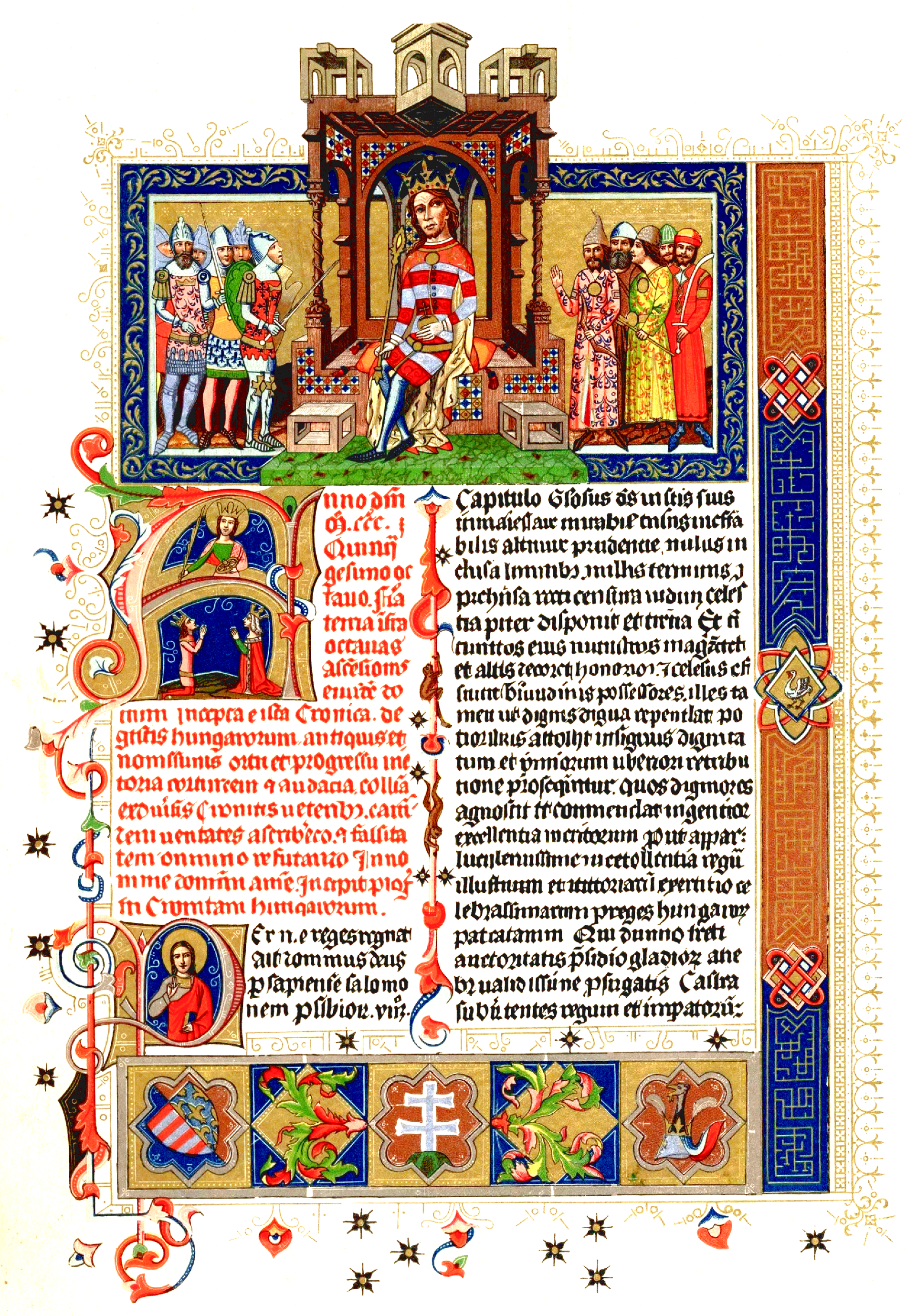
Primeira página da Crônica Iluminada

Crônica Iluminada (em latim: Chronicon Pictum/Chronica Picta; em húngaro:  Képes Krónika), também referida como Crônica Húngara (Chronica Hungarorum), Crônica Iluminada da Hungria (Chronica (Hungariae) Pictum) ou Crônica da Gente Húngara (Chronica de Gestis Hungarorum), é uma crônica medieval ilustrada da Reino da Hungria a partir da segunda metade do século XIV. Representa o estilo artístico internacional dos tribunais reais no tribunal de Luís I da Hungria. Seu nome completo é: Chronicon pictum, Marci de Kalt, Chronica de gestis Hungarorum.